# Scholomance-Trilogie
Die Scholomance-Trilogie ist eine Fantasy-Romanreihe der amerikanischen Autorin Naomi Novik. Die Originalausgabe wurde von 2020 bis 2022 veröffentlicht. Die Geschichte handelt von der magisch begabten El, die die von Ungeheuern bedrohte Welt der Hexen und Zauberer verbessern und sicherer machen will.

## Romane
1. Scholomance – Tödliche Lektion. dt. von Doris Attwood. cbj, München 2021, ISBN 978-3-570-16609-3 (Original: A Deadly Education (2020), Del Rey, ISBN 978-0-593-12848-0)
2. Scholomance – Der letzte Absolvent. dt. von Doris Attwood. cbj, München 2021, ISBN 978-3-570-16610-9 (Original: The Last Graduate (2021), Del Rey, ISBN 978-0-593-12886-2)
3. Scholomance – Die goldenen Enklaven. dt. von Doris Attwood. cbj, München 2022, ISBN 978-3-570-16611-6 (Original: The Golden Enclaves (2022), Del Rey, ISBN 978-0-593-15835-7)

## Handlung

### Schauplatz
Noviks magische Romanwelt ist innerhalb der realen Welt angesiedelt. Der rationale Mensch bemerkt nichts von der Existenz der Hexen und Zauberer, da diese sehr viel Energie aufwenden müssten, um ihre Fähigkeiten zeigen zu können. Diese Energie nennt sich Mana und bildet sich durch schöpferische oder körperliche Tätigkeiten der magisch begabten Personen.
Mana lockt die sogenannten Maleficaria an, ein Sammelbegriff für natürlich und künstlich erschaffene Lebensformen. Sie versuchen den Zauberern und Hexen ihre Energie auszusaugen, was unweigerlich zum Tod der Opfer führt. Die magisch begabten Personen versuchen sich durch Schutzzauber vor den Übergriffen zu schützen. Viele leben zudem in künstlich geschaffenen, die Maleficaria weitgehend aussperrenden Enklaven.
Bei heranwachsenden Hexen und Zauberern beginnt sich das Mana ab etwa dem vierzehnten Lebensjahr zu bilden. Ihre Unerfahrenheit macht sie zu leichten Opfern der Maleficaria, die Überlebenschance in diesen Jahren ist sehr gering. Aus diesem Grund wurde von den Bewohnern der Enklaven die Scholomance erschaffen, eine Schule für magisch begabte Kinder der Jahrgangsstufen neun bis zwölf. Exakt 1600 Neuntklässler beginnen jährlich ihre Ausbildung.
Die Scholomance ist ein zylinderförmiger Bau im Nichts. Im Innenbereich befinden sich alle Funktionsräume, von den Klassenzimmern über die Werkstatt bis zum Essensbereich. Im Außenbereich sind die Zimmer der Schüler; oben sind die jüngsten und unten die ältesten untergebracht. Über eine mechanische Vorrichtung rotieren die Räume jedes Jahr nach unten; die unteren Räume verschwinden, oben entstehen neue Zimmer. Es gibt keine Lehrer. Stundenpläne und Aufgaben materialisieren aus dem Nichts. Die Schüler haben keinen Kontakt zur Außenwelt. Einzig neue Schüler können einmal im Jahr kurze Nachrichten mitbringen.
Das Nichts soll die Schüler vor den Maleficaria schützen. Doch das Eingangstor im Festsaal ist eine Schwachstelle, über die die Monster eindringen können. Von den 1600 Schülern eines Jahrgangs verlassen im Schnitt nur 400 lebend die Schule. Dennoch ist die Überlebenswahrscheinlichkeit erheblich höher als außerhalb der Schule.
Ziel der Schüler ist es, Bündnisse mit anderen Schülern zu schließen, um die Abschlussprüfung am Ende der 12. Klasse lebend zu überstehen. Nur im Team lässt sich der Weg durch die mit Maleficaria gefüllte Festhalle ins Freie überleben.
In einem Interview erzählte Novik über die Scholomance, dass sie einen wahrhaft schrecklichen Ort darstellt, in dem die eingesperrten Schüler Jahre im Dunkeln verbringen. Sie entwickelte die Schule als eine realistischere Version von Hogwarts, in der die Mängel bei der Schulsicherheit tödliche Konsequenzen für die Schüler haben.

### Protagonisten
- Hauptperson und Ich-Erzählerin ist Galadriel „El“ Higgins mit walisischen und indischen Wurzeln, deren Urgroßmutter ihr prophezeite, Zerstörung und Elend über die Welt zu bringen. Gezeugt in der Scholomance überlebt ihr Vater den Weg aus der Schule nicht, um seine Freundin und das ungeborene Kind zu schützen. Namenspatronin ist die gleichnamige Elbin aus dem Herrn der Ringe. Wie jeder Magiekundige hat El eine Affinität; ihre ist die Massenvernichtung. D.h. sie kann besonders gut mit Zaubersprüchen umgehen, die diesem Ziel dienen (zum Beispiel dem Auslöschen ganzer Städte). Auf ihre Mitschüler hat El eine abstoßende Wirkung, was durch ihre zur Schau getragene Wut und Ablehnung der anderen nicht besser wird.
- Aadhyas ist eine pragmatische, manchmal aufbrausende Schülerin mit einer Affinität für exotische Materialien. Sie gehört zur Gruppe der Erschafferinnen.
- Liu hat ein ruhiges und nachdenkliches Wesen. Sie hat eine Affinität für Tiere. Anfangs nutzte sie Malia, d. h. sie entzog anderen Lebewesen ohne ihr Wissen ihr Mana. So sollte sie im Auftrag ihrer Familie genug Energie haben, um ihre beiden Cousins in der Schule zu schützen. Ihre langen Haare lässt sie sich abschneiden, um sie für eine Sirenenspinner-Laute zu verwenden. Alle Schüler tragen nur sehr kurze Haare, da dies einen Überlebensvorteil gegenüber den Maleficaria bietet. Für Liu waren die hüftlangen Haare daher ein Symbol ihrer Überlegenheit.
- Orion hat eine Affinität zum Kämpfen. Er wirbt um Galadriel.
- Chloe Rasmussen entstammt der Enklave New York. Die Zugehörigkeit erhöht die Überlebenswahrscheinlichkeit.
- Die ab dem zweiten Band mitwirkende, aus Bayern stammende Liesel ist ein Organisationstalent. Die mit einem aus der Londoner Enklave liierte Schülerin wird getrieben von Rachegelüsten an der Frau ihres Vaters, die am Tod ihrer Mutter schuldig ist.

### Tödliche Lektion
Wenige Monate vor Abschluss ihres vorletzten Schuljahres wird die Außenseiterin El von ihrem Mitschüler Orion gerettet. Obwohl sie ablehnend auf ihn reagiert, beginnt sich der von allen angehimmelte Star der Schule für sie zu interessieren und folgt ihr auf Schritt und Tritt.
Eines Tages dringt ein besonders gefährliches Ungeheuer in den Schulbereich ein, dem sich kein lebender Zauberer stellen würde. Die Scholomance versucht El davon abzuhalten, das Wesen zu verfolgen, wodurch die Schülerin in den Besitz des Buchs Sutra vom Goldenen Stein gelangt. Trotz der Ablenkung vernichtet El das Schlundmaul und zeigt (nur) dem Leser damit erstmals ihre wahre Macht. Durch Orions Aufmerksamkeit für sie beginnen sich andere Schüler für El zu interessieren. Mit ihren Klassenkameradinnen Aadhya und Liu beginnt sich langsam eine Freundschaft zu entwickeln, die letztlich zu einem Bündnis für den Schulabschluss führt.
Orion, der seine ganze Zeit damit verbringt, andere Schüler vor dem Bösen in der Schule zu beschützen, zerstört durch sein Handeln das Gleichgewicht in der Scholomance. Die Schule, die selbst Mana zur Aufrechterhaltung des Betriebs benötigt, kann ihre Schutzaufgaben nicht mehr erfüllen. Und die Maleficaria in der Festhalle nehmen überhand. Als sie beinahe den Durchbruch in den Schulbereich schaffen, was zum Tod aller Schüler führen würde, gelingt es El mithilfe des Aggregatskontrollzaubers aus der Sutra, das Loch in der Wand zu schließen. Dennoch ist die Wahrscheinlichkeit sehr hoch, dass die aktuelle zwölfte Jahrgangsstufe beim Durchqueren der Halle komplett ausgelöscht wird. Daher beschließen El, Orion und Schüler des Abschlussjahrgangs, den defekten und die Ungeheuer vernichtenden Reinigungsmechanismus der Festhalle zu reparieren. Das Vorhaben gelingt, und die Abschlussklasse kann die Schule ungefährdet verlassen, wobei das die zurückbleibenden Schüler nicht wissen können.

### Der letzte Absolvent
In ihrem letzten Schuljahr weist die Scholomance El einen besonders schwierigen Stundenplan zu. Wie die Schülerin vermutet, versucht die Schule sie zum Einsatz von Malia zu verleiten, also ihren Mitschülern gewaltsam Mana zu entziehen. Sie widersteht der Versuchung, und durch Glück und Geschick kommt sie auf anderen Wegen an genügend Mana.
In der Sutra vom Goldenen Stein übersetzt sie einen Zauberspruch, der ihr ermöglichen wird, eigene Enklaven zu erschaffen. In ihr entsteht der Plan, nach ihrer Schulzeit Goldene Enklaven zu erbauen, um allen Hexen und Zauberern einen sicheren Ort zu schaffen.
Ein weiteres Vorhaben von El ist, alle Schüler der Abschlussklasse zu retten. Durch gemeinsames Training will sie dies ermöglichen. Durch das große Misstrauen untereinander kommt es zu Intrigen zwischen Schülern der verschiedenen Enklaven. Denn die Macht von El könnte das Gleichgewicht in der Welt der Hexen und Zauberer zerstören, sollte sie eine Fraktion auf ihre Seite ziehen können.
Letztlich kann El alle von ihren guten Absichten überzeugen. Als ihr die Scholomance zeigt, dass in der Festhalle kein einziges Maleficaria lebt, ändern El und ihre Freunde ihr Vorhaben. Sie wollen die Ungeheuer der Welt in die Scholomance locken und alle Schüler in die Heimat führen. Die Schule mit den Maleficaria soll in das Nichts gestoßen werden. Damit wären die Hexen und Zauberer für viele Generationen sicher.
Der Plan wird umgesetzt und gelingt. Am Abschlusstag können alle Schüler flüchten, und eine große Anzahl an Maleficaria wird in die Schule gelockt. Als ein großes Schlundmaul auftaucht, stößt Orion seine geliebte El durch das Portal und bleibt allein in der Scholomance zurück.

### Die goldenen Enklaven
El versucht verzweifelt Orion zurückzuholen. Zusammen mit u. a. der schlauen Strategin Liesel gelingt es. Es stellt sich aber heraus, dass etwas mit Orion nicht stimmt: seine Mutter hat ihn als Embryo in ein Schlundmaul verwandelt; deshalb ist er in der Lage, das Mana aus anderen Maleficaria auszusaugen und es der New Yorker Enklave zur Verfügung zu stellen. Um ihn zu erschaffen, musste ein ganzer Jahrgang der Scholomance sterben (die im ersten Band erwähnte, durch die „Hände des Todes“ vernichtete Abschlussklasse). Galadriel muss erkennen, dass dies auch der Grund ist, wieso sie ihre Fähigkeiten hat: sie ist der Gegenpol zu Orion, sie erhielt ihre Fähigkeiten, um die Welt wieder ins Gleichgewicht zu bringen.
Vor den Toren der Scholomance tötet sie das Schlundmaul, das Teil von Orion ist. Aus Liebe zu ihm schafft sie es mit Vertretern der Enklaven der Welt, Orions Leben an die Scholomance zu binden und ihn somit am Leben zu erhalten. Die Scholomance wird auf diese Weise vor dem Sturz in die Leere gerettet.
Neben den Herausforderungen mit Orion muss Galadriel erkennen, dass ein Mensch geopfert und in ein Schlundmaul verwandelt wird, um ein stabiles Fundament für die Enklaven in der Leere zu bauen. Je mehr Enklaven gebaut werden, desto mehr Schlundmäuler gibt es. Da Maleficaria entstehen, wenn Magier Malia erschaffen, braucht es immer mehr Enklaven, um die Kinder vor diesen in Sicherheit zu bringen. Als ihre beste Freundin Liu fast selbst in ein Schlundmaul verwandelt wird, um die Enklave in Peking vor dem Sturz in die Leere zu bewahren, greift El rettend ein. Mit Hilfe der Goldenen Sutras und Liesels Intelligenz schaffen sie es eine Methode zu entwickeln, mit der man Goldene Enklaven bauen kann; Goldene Enklaven werden ohne die grauenvolle Erschaffung von Schlundmäulern durch ein Menschenopfer gebaut, sind dafür etwas kleiner.
Außerdem findet Galadriel heraus, dass ihre Urgroßmutter väterlicherseits mit ihrer Prophezeiung richtig lag: sie zerstörte unbewusst Enklaven weltweit und tötete damit viele Magier. Denn immer wenn ein Schlundmaul stirbt, fällt die mit ihr erschaffene Enklave zurück in die Leere. Sie spricht mit ihrer Urgroßmutter, die ihr eingesteht, dass sie wusste, was sie Galadriel mit dieser Prophezeiung antat. Sie hätte aber keinen Ausweg gesehen als sie mit ihren Worten aus der Familie zu verstoßen, denn jede andere Prophezeiung hätte dazu geführt, aus El tatsächlich die angekündigte große Zerstörerin werden zu lassen. Galadriel schließt Frieden mit ihrer Familie.
Mit ihren Freunden will Galadriel die Welt von den Schlundmäulern befreien. Schlundmäuler entstehen, indem ein Mensch durch viel Druck zu Tode gepresst wird und so zum Fundament einer Enklave wird. Ein Zauber verhindert, dass sie dabei sterben. Galadriel entwickelt einen Zauber, der ein Schlundmaul ohne Aufwand tötet: indem sie dem Maleficaria wahrheitsgemäß sagt, dass es bereits tot ist. Ihr ursprüngliches Ziel, selbst Goldene Enklaven zu bauen, muss Galadriel im Angesicht dieses Plans aufgeben. Daher leitet sie andere Magier in diese Zauberkunst ein.

## Rezeption und Kritik
John Young von der Pittsburgh Post-Gazette lobte die „klare, nuancierte und glaubwürdige Welt“ und die Art und Weise, wie die Geschichte „einige Situationen aus der realen Welt mit dem Leben in der Scholomance vermischt“. Adrienne Martini schrieb für Locus: „Noviks leichte Hand, ihre dunkle Laune und ihr Sinn für Humor machen es schwer, das Buch aus der Hand zu legen“. Publishers Weekly nannte es ein „Muss für Fantasy-Fans“.
Kirkus Reviews reagierte weniger positiv und meinte, das Buch bleibe „hinter seinem Potenzial zurück“ und dass „El's schlechte Einstellung und ihr unaufhörliches Info-Dumping es schwer machen, Noviks Protagonistin zu mögen“.
Eine Passage in dem Roman, in der die Hauptfigur Dreadlocks als anfällig für den Befall durch käferartige magische Kreaturen beschreibt, wurde als Fortschreibung negativer Stereotypen über schwarzes Haar kritisiert. The Mary Sue sagte, dass „ein Fantasy-Roman, in dem eine schwarze Frisur auf so gefühllose Weise beschrieben wird, sehr enttäuschend ist und sicherlich nicht zu der Darstellung beiträgt, die es verdient, gesehen zu werden“. Novik entschuldigte sich öffentlich und versprach, die „Dreadlocks“-Passage aus zukünftigen Ausgaben zu streichen. In der deutschsprachigen Übersetzung wird bereits die überarbeitete Fassung verwendet.

## Auszeichnungen und Nominierungen
- Finalist des Lodestar Award for Best Young Adult Book 2021 für den Band A Deadly Education[8]
- Gewinner des Lodestar Award for Best Young Adult Book 2022 für den Band The Last Graduate[9]